# Frederik Willem Adolf van Nassau-Siegen
Vorst Frederik Willem Adolf van Nassau-Siegen (Nassauischer Hof, Siegen, 20 februari 1680 – aldaar, 13 februari 1722), Duits: Friedrich Wilhelm Adolf Fürst von Nassau-Siegen (officiële titels: Fürst zu Nassau, Graf zu Katzenelnbogen, Vianden, Diez, Limburg und Bronkhorst, Herr zu Beilstein, Stirum, Wisch, Borculo, Lichtenvoorde und Wildenborch, Erbbannerherr des Herzogtums Geldern und der Grafschaft Zutphen), was sinds 1691 vorst van Nassau-Siegen (een deel van het graafschap Nassau) en graaf van Bronkhorst, heer van Wisch, Borculo, Lichtenvoorde en Wildenborch, en erfbaanderheer van het hertogdom Gelre en het graafschap Zutphen. Hij stamde uit het Huis Nassau-Siegen, een zijtak van de Ottoonse Linie van het Huis Nassau. Over zijn leven is niet veel bekend, maar een korte biografie van de hand van zijn raadsheer Miltenberger wordt bewaard in het Koninklijk Huisarchief in Den Haag.

## Biografie
Frederik Willem Adolf werd op 20 februari 1680 in de Nassauischer Hof in Siegen geboren als de oudste zoon van vorst Willem Maurits van Nassau-Siegen en prinses Ernestine Charlotte van Nassau-Schaumburg. Hij werd op 3 maart gedoopt in Siegen. Onder zijn peters waren twee latere koningen, namelijk keurvorst Frederik van Brandenburg (de latere koning Frederik I van Pruisen) en prins Willem III van Oranje (de latere koning van Engeland). Frederik Willem Adolf werd al op 6 september 1684 kapitein in het Staatse leger van een compagnie ter repartitie van Friesland.

### Vorst van Nassau-Siegen

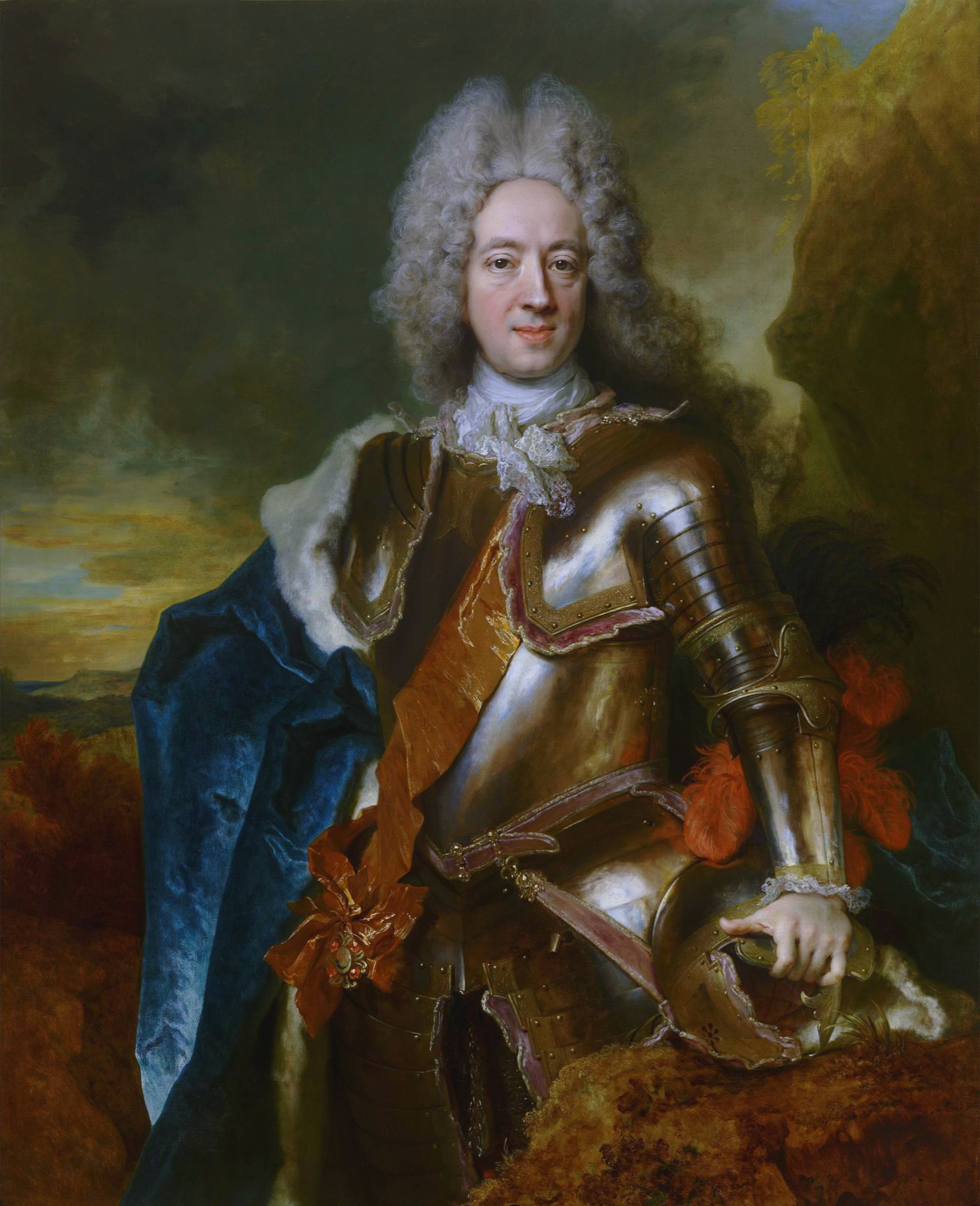
Willem Hyacinth, de katholieke vorst van Nassau-Siegen. Portret door Nicolas de Largillière, 18e eeuw, Mauritshuis, Den Haag.

Bij het overlijden van zijn vader in 1691 volgde Frederik Willem Adolf zijn vader op als de regerende landsheer in het protestantse deel van het vorstendom Nassau-Siegen en medeheerser van de stad Siegen. Hij bezat het ambt Siegen (met uitzondering van zeven dorpen) en de ambten Hilchenbach en Freudenberg. De stad Siegen deelde hij met zijn achterneven, Johan Frans Desideratus (tot 1699) en Willem Hyacinth (vanaf 1699), de katholieke vorsten van Nassau-Siegen. Ook volgde Frederik Willem Adolf zijn vader op als graaf van Bronkhorst, heer van Wisch, Borculo, Lichtenvoorde en Wildenborch, en erfbaanderheer van het hertogdom Gelre en het graafschap Zutphen. Omdat hij nog minderjarig was, stond hij tot 1701 onder onder voogdij en regentschap van zijn moeder. De jonge prins maakte verschillende reizen naar de koninklijke hoven van Engeland en Frankrijk, vanwaar hij pas in 1701 naar Siegen terugkeerde.

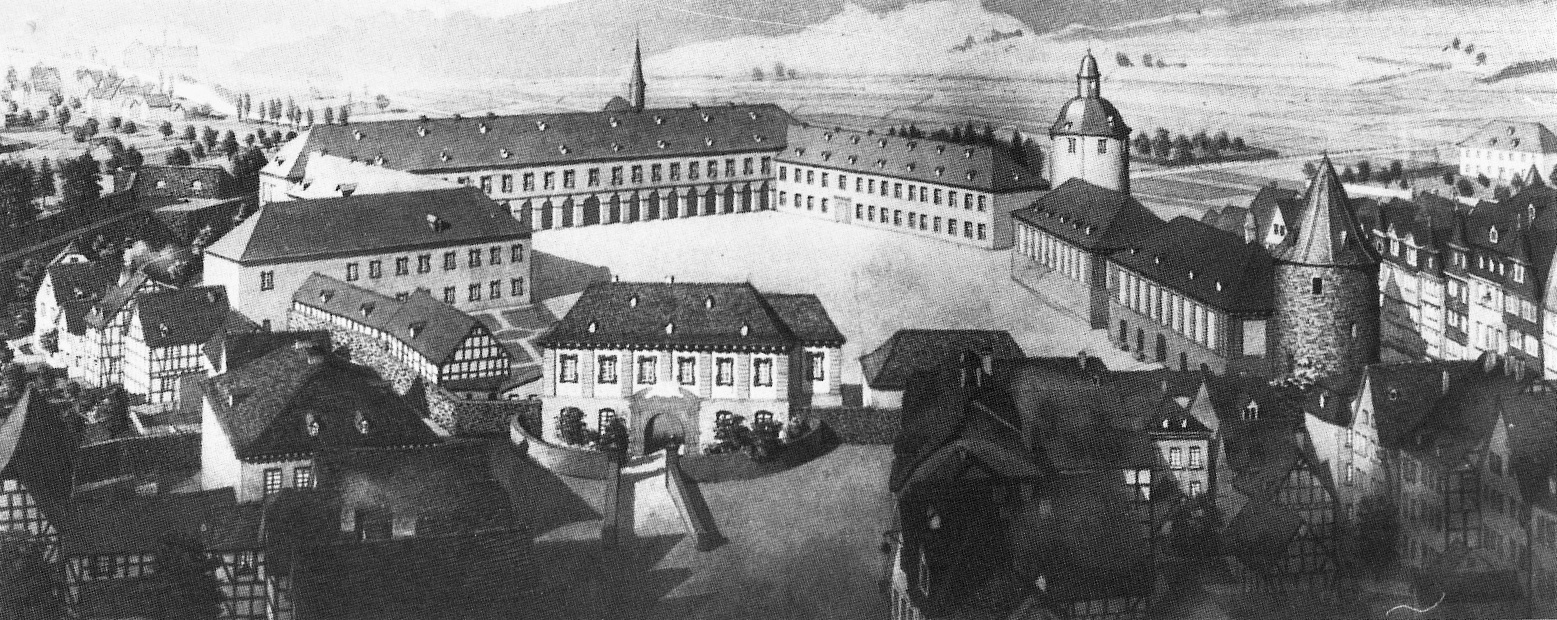
Het Untere Schloss gezien vanuit het westen, ca. 1720. Poging tot reconstructie, inkttekening, Wilhelm Scheiner, 1922.

In 1695 verwoestte een grote stadsbrand een groot deel van Siegen, waaronder de Nassauischer Hof, de vorstelijke residentie, en de nabijgelegen kerk. Beide gebouwen waren in 1488 door graaf Johan V van Nassau-Siegen gebouwd als franciscanerklooster. In de Nassauischer Hof was onder andere de schilderijenverzameling van de vorsten van Nassau-Siegen ondergebracht. Talrijke waardevolle schilderijen van de hand van bekende kunstenaars, waaronder Rembrandt van Rijn, Peter Paul Rubens en Antoon van Dyck, vielen ten prooi aan de vlammen. De nabijgelegen Fürstengruft werd bij de brand gespaard. Het afgebrande residentiegebouw werd niet weer opgebouwd. Onder de oude naam ontstond op het terrein een nieuw drievleugelig paleis waarbij de Fürstengruft geheel in het corps de logis werd opgenomen. De bouw van het nieuwe paleis, dat sinds het midden van de 18e eeuw Untere Schloss genoemd wordt, vond plaats tussen 1695 en 1720. Frederik Willem Adolf wijdde al zijn energie aan regeringszaken en de wederopbouw van de stad Siegen en het nieuwe paleis (waarvoor de plannen nog het werk waren van vorst Johan Maurits en zijn Nederlandse architecten Pieter en Maurits Post).
Bij alle gastvrijheid van de magistraat van Siegen werd altijd gelet op de grootst mogelijke zuinigheid. Toen de schoonvader van Frederik Willem Adolf, landgraaf Frederik II van Hessen-Homburg (die later via Heinrich von Kleist in de literatuur bekend werd als Prinz Friedrich von Homburg), in 1702 een bezoek bracht aan het Untere Schloss, kreeg hij van de stad het verplichte geschenk wijn. Op een avondreceptie in het raadhuis moest de landgraaf het echter doen met bier, omdat – volgens de stadsrekening – ‘er seinen Wein bereits erhalten habe’. Als bijzondere eer had de magistraat echter voor de feestelijke ontvangst de Keulse stadspijpers aangetrokken, die zeker bij het diner en het bal hebben gespeeld.

### Problemen met de katholieke vorst Willem Hyacinth
In Siegen liet de katholieke vorst Willem Hyacinth rond 1703 zijn deel van de stad afsplitsen van het gereformeerde deel, hoewel de stad eigenlijk gezamenlijk bezit was, en aan het benedeneinde van de Burgstraße voorzien van een muur en een poort die altijd door twee schildwachten werd bewaakt. Tegelijkertijd liet hij bij de muur die de Hasengarten afsloot een van boven afgeplatte toren bouwen, waarop een beeld van de Maagd Maria stond en die daarom in de volksmond ‘die platte Merge’ werd genoemd. De toren was uitgerust met twee kanonnen die gericht waren op de residentie van de gereformeerde vorstenfamilie in het Untere Schloss. Frederik Willem Adolf probeerde – door bemiddeling van zijn verwanten vorst Willem II van Nassau-Dillenburg en vorst Frans Alexander van Nassau-Hadamar – steeds weer met Willem Hyacinth tot een minnelijke schikking te komen, maar deze bleef ongenaakbaar. Diens dienaren waagden het om burgers van Siegen op straat te mishandelen en in sommige gevallen levensgevaarlijk te verwonden. Daarom verzocht Frederik Willem Adolf uiteindelijk om tussenkomst van koning Frederik I van Pruisen in diens hoedanigheid van stand van de Westfaalse Kreits. Vervolgens trokken Pruisische troepen Siegen binnen en stelden tijdelijk (18 januari – 24 februari 1705) de rechten van de bevolking veilig. In die periode vernietigden de burgers ‘die platte Merge’.
Willem Hyacinth, die begin 1705 bij de keizer in Wenen verbleef en tevergeefs hoopte deze voor zich te winnen, ondervond bij zijn terugkeer veel veranderingen. Plotseling verscherpte hij de druk op het religieuze vlak. De klachten hierover en over de ondraaglijke belastingdruk, alsmede over volstrekt onzinnige verordeningen die het economische leven in het Siegerland verlamden, waren voor de Reichshofrat uiteindelijk aanleiding om de Keurpalts opdracht te geven een onderzoek in te stellen naar de omstandigheden in Nassau-Siegen. Daarop trokken op 15 juli 1706 plotseling Palts-Neuburgse dragonders Siegen binnen, tegelijk met een detachement Pruisische troepen en 500 man van de Bergse Ausschuß. Zij verlieten de stad, na verschillende militaire maatregelen om schrijnende onrechtvaardigheden te beëindigen, pas op 24 juli.
Toen Willem Hyacinth op 29 maart 1707 de onschuldig opgesloten burger Friedrich Flender zonder vorm van proces of vonnis liet onthoofden, werden de klachten van de bevolking uit het katholieke deel bij de Reichshofrat zo urgent dat deze het domkapittel in Keulen opdracht gaf de misstanden in het katholieke deel van Nassau-Siegen te onderzoeken. De onderdanen van Willem Hyacinth waren bijzonder geërgerd door een edict dat op 8 november 1706 was afgekondigd, volgens hetwelk iedereen die een vermogen had en de belasting kon betalen, maar dat niet deed, het hoofd moest worden afgehakt. De zaak Friedrich Flender had aangetoond dat Willem Hyacinth dergelijke bedreigingen wel degelijk serieus wilde uitvoeren.
Op 20 april 1707 verschenen vertegenwoordigers van het Keulse domkapittel met een gewapend contingent in Siegen en bezetten Slot Siegen. Willem Hyacinth vluchtte hals over kop, eerst naar Burbach, daarna via Hadamar naar Limburg an der Lahn. Daar nodigde hij Willem II van Nassau-Dillenburg en Frans Alexander van Nassau-Hadamar uit en wees hen erop wat het zou kunnen betekenen als een Nassaus gebied permanent onder het bestuur van het aartsbisdom Keulen zou vallen. De samenhang binnen het Huis Nassau was zo groot dat de verwanten zelfs aan zo'n onbekwame man als Willem Hyacinth hun steun toezegden om de regeringsmacht te herkrijgen.
De volgende anderhalf jaar verbleef Willem Hyacinth in Regensburg. Hij bereikte niets met zijn pogingen bij de Rijksdag. Overigens heeft hij in die tijd ook geprobeerd het katholieke vorstendom Nassau-Siegen te verkopen. Hij bood het aan Frederik I van Pruisen aan, maar die ging er zelfs niet op in, omdat hij wist dat een dergelijke verkoop in strijd zou zijn met de Nassause huiswetten. Willem Hyacinth bood het ook aan zijn protestantse achterneef Frederik Willem Adolf aan. Die nam het aanbod niet aan omdat iedereen kon voorzien dat de katholieke linie van Nassau-Siegen vroeg of laat zonder mannelijke erfgenamen zou uitsterven en dat het deel van het land hoe dan ook aan de protestantse verwanten zou toevallen.
In oktober 1712 bereikten Frederik Willem Adolf en Willem Hyacinth een overeenkomst over hun aandeel in de stad Siegen. Willem Hyacinth stond het katholieke land aan Frederik Willem Adolf af in ruil voor een jaarlijks pensioen van 12.000 rijksdaalders. Het was zelfs de bedoeling om Maria Anna Josepha, de minderjarige dochter van Willem Hyacinth, uit te huwelijken aan de nog jongere gereformeerde erfprins Frederik Willem. Dit alles werd niet in de laatste plaats gedaan om van de lastige buitenlandse regering af te komen.

### Gedeeltelijke erfenis van Nassau-Hadamar
Bij het overlijden van vorst Frans Alexander van Nassau-Hadamar in 1711, waarbij het Huis Nassau-Hadamar in de mannelijke lijn uitstierf, erfde Frederik Willem Adolf samen met de vorsten Willem Hyacinth van Nassau-Siegen, Willem II van Nassau-Dillenburg en Johan Willem Friso van Nassau-Diez het vorstendom Nassau-Hadamar. Bij de verdeling van het vorstendom Nassau-Hadamar in 1717 verkreeg Frederik Willem Adolf samen met Willem Hyacinth van Nassau-Siegen de stad Hadamar, Dehrn en Niederzeuzheim. Deze gebieden vertegenwoordigden een derde deel van de erfenis. Omdat zij zowel aan Willem Hyacinth als aan Frederik Willem Adolf toevielen, bezat Frederik Willem Adolf dus slechts een zesde deel van Nassau-Hadamar.

### Overlijden, begrafenis en opvolging
Frederik Willem Adolf overleed op 13 februari 1722 in de Nassauischer Hof in Siegen. De doodsoorzaak was waterzucht. Hij werd op 10 april begraven in de Fürstengruft aldaar. Hij werd opgevolgd door zijn zoon Frederik Willem II. Deze stond tot 1727 onder voogdij en regentschap van zijn stiefmoeder Amalia Louise.
Toen bij de renovatie van de Fürstengruft in 1951 de marmeren platen, die in 1893 voor de nissen waren geplaatst, opnieuw moesten worden bevestigd, was het mogelijk een blik te werpen in de graven. Men ontdekte dat veel graven al eerder waren geopend. Achter de platen bevonden zich muren van in het veld gebakken bakstenen, waarvan sommige loszaten en een doorkijk boden naar het inwendige van de nissen. In het licht van een sterke zaklamp kon men zien dat in de grafnis van Frederik Willem Adolf, aan het voeteneinde van de zeer goed bewaarde kist, een doos van ongeveer 60x40x40 cm staat, gemaakt van zink of lood.

## Huwelijk en kinderen

### Eerste huwelijk
Frederik Willem Adolf huwde in Slot Homburg vor der Höhe op 7 januari 1702 met landgravin Elisabeth Juliana Francisca van Hessen-Homburg (Slot Homburg vor der Höhe, 6 januari 1681 – Nassauischer Hof, Siegen, 12 november 1707), de vijfde dochter van landgraaf Frederik II ‘met het Zilveren Been’ van Hessen-Homburg en diens tweede echtgenote hertogin Louise Elisabeth van Koerland. Uit dit huwelijk werden de volgende kinderen geboren:
1. Charlotte Frederica (Siegen, 30 november 1702[noot 7] – Stadthagen, 22 juli 1785[noot 8]), huwde in Weimar op 27 juni 1725 met vorst Leopold van Anhalt-Köthen (Köthen, 29 november 1694Jul. – aldaar, 19 november 1728), en hertrouwde in Varel op 26 april 1730[noot 9] met graaf Albrecht Wolfgang van Schaumburg-Lippe-Bückeburg (Bückeburg, 27 april 1699 – aldaar, 24 september 1748).
2. Sophia Maria (Nassauischer Hof, Siegen, 28 januari 1704[noot 10] – aldaar, 28 augustus 1704[noot 11]).
3. Sibylle Henriëtte Eleonora[noot 12] (Nassauischer Hof, Siegen, 21 september 1705[noot 13] – aldaar, 5 september 1712[noot 14]).
4. Frederik Willem II (Nassauischer Hof, Siegen, 11 november 1706[noot 15] – aldaar, 2 maart 1734[noot 16]), volgde in 1722 zijn vader op. Huwde op Jachtslot Ludwigseck bij Feudingen op 23 september 1728[noot 17] met gravin Sophia Polyxena Concordia van Sayn-Wittgenstein-Hohenstein (Berlijn, 28 mei 1709[noot 18] – Untere Schloss, Siegen, 15 december 1781[noot 19]).
5. Sophia Elisabeth (Nassauischer Hof, Siegen, 7 november 1707[noot 20] – aldaar, 5 oktober 1708).

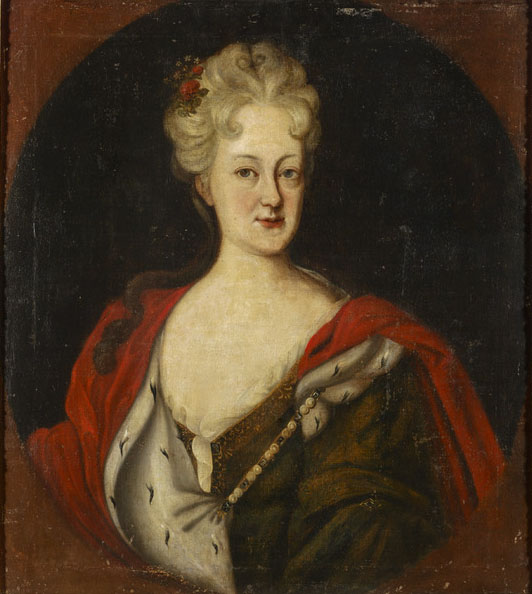
Landgravin Elisabeth Juliana Francisca van Hessen-Homburg (1681-1707).
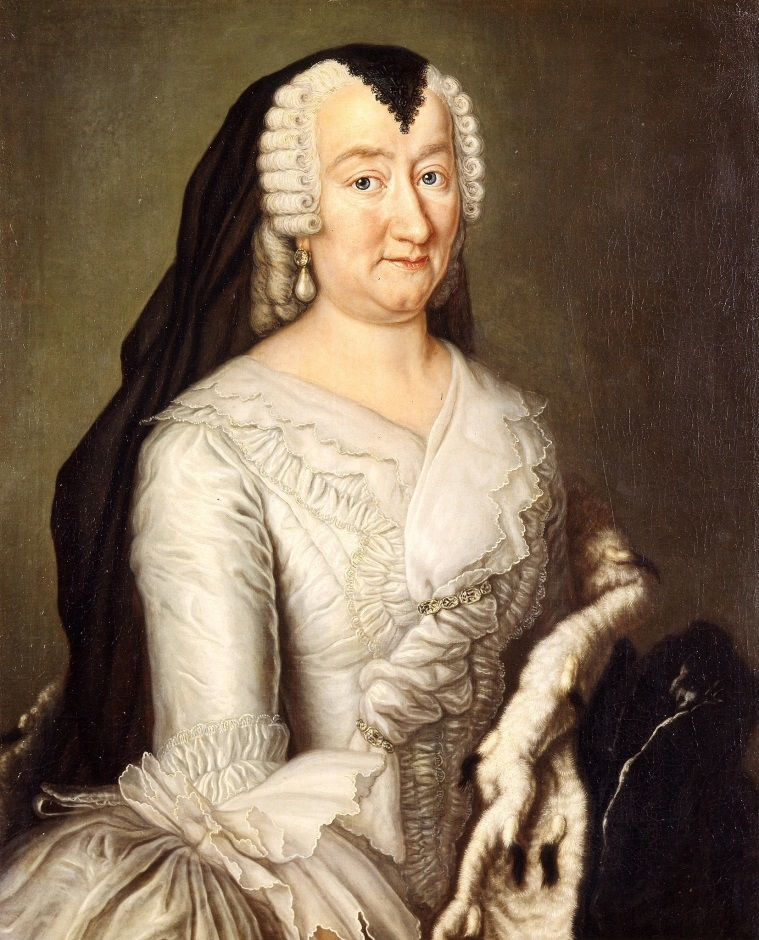
Prinses Charlotte Frederica van Nassau-Siegen (1702-1785).

### Tweede huwelijk
Frederik Willem Adolf hertrouwde in het Markgrafelijk Brandenburgse slot in Bayreuth op 13 april 1708 met zijn nicht hertogin Amalia Louise van Koerland (Mitau, 23 juli 1687 – Nassauischer Hof, Siegen, 18 januari 1750), de derde dochter van hertog Frederik Casimir van Koerland en diens eerste echtgenote prinses Sophia Amalia van Nassau-Siegen. Uit dit huwelijk werden de volgende kinderen geboren:
1. Sophia Wilhelmina Adolfina (Nassauischer Hof, Siegen, 28 februari 1709 – aldaar, 16 december 1710).
2. Karel Frederik (Nassauischer Hof, Siegen, 4 maart 1710 – aldaar, 25 december 1710).
3. Wilhelmina Charlotte Louise[noot 23] (Nassauischer Hof, Siegen, 25 april 1711 – Untere Schloss, aldaar, 7 maart 1771).
4. Augusta Amalia[noot 24] (Siegen, 9 september 1712 – Slot Wittgenstein, Laasphe, 22 februari 1742), huwde in Siegen op 6 mei 1738 met graaf Frederik van Sayn-Wittgenstein-Hohenstein[noot 25] (Berlijn, 29 januari 1708 – 9 juni 1756). Hij hertrouwde later met de jongste zuster van Augusta Amalia.
5. Lodewijk Ferdinand (Nassauischer Hof, Siegen, 29 maart 1714 – aldaar, 26 februari 1715).
6. Carolina Amalia Adolfina[noot 26] (Siegen, 26 november 1715 – Laubach, 10 augustus 1752), huwde op Slot Wittgenstein in Laasphe op 11 februari 1751 met graaf Christiaan August van Solms-Laubach (Wetzlar, 1 augustus 1714 – Laubach, 20 februari 1784).
7. Willem Maurits (Nassauischer Hof, Siegen, 1 maart 1717 – aldaar, 5 augustus 1719).
8. Elisabeth Hedwig (Siegen, 19 april 1719 – Slot Wittgenstein, Laasphe, 10 januari 1789), huwde in Siegen op 12 juni 1743 met graaf Frederik van Sayn-Wittgenstein-Hohenstein (Berlijn, 29 januari 1708 – 9 juni 1756). Hij was weduwnaar van een oudere zuster van Elisabeth Hedwig.

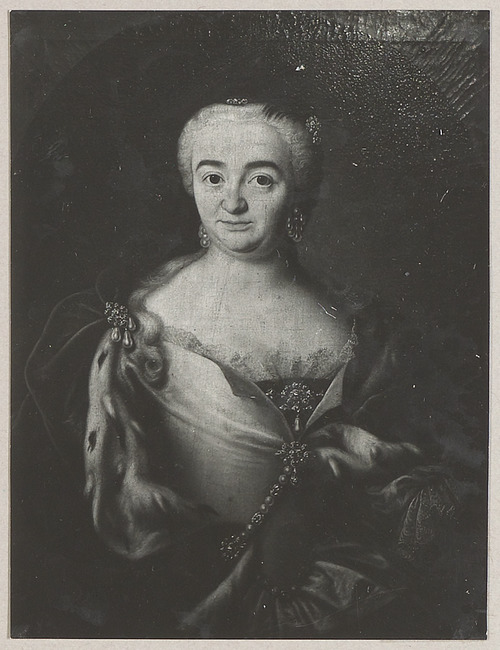
Prinses Prinses Augusta Amalia van Nassau-Siegen (1712-1742).
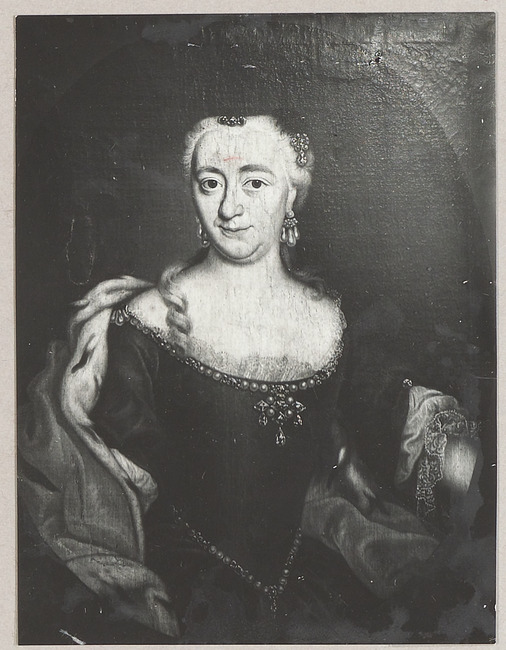
Prinses Carolina Amalia Adolfina van Nassau-Siegen (1715-1752).
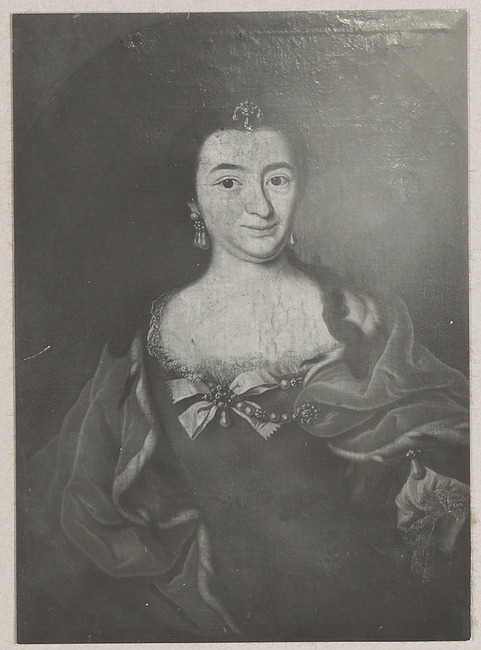
Prinses Elisabeth Hedwig van Nassau-Siegen (1719-1789).

## Voorouders
| Voorouders van Frederik Willem Adolf van Nassau-Siegen | Voorouders van Frederik Willem Adolf van Nassau-Siegen                                                                 | Voorouders van Frederik Willem Adolf van Nassau-Siegen                                                                  | Voorouders van Frederik Willem Adolf van Nassau-Siegen                                                    | Voorouders van Frederik Willem Adolf van Nassau-Siegen                                                    | Voorouders van Frederik Willem Adolf van Nassau-Siegen                                                    | Voorouders van Frederik Willem Adolf van Nassau-Siegen                                                    | Voorouders van Frederik Willem Adolf van Nassau-Siegen                                                    | Voorouders van Frederik Willem Adolf van Nassau-Siegen                                                    |
| ------------------------------------------------------ | --- | --- | --- | --- | --- | --- | --- | --- |
| Betovergrootouders                                     | Johan VI ‘de Oude’ van Nassau-Siegen (1536–1606) ⚭ 1559 Elisabeth van Leuchtenberg (1537–1579)                         | Johan ‘de Jongere’ van Sleeswijk-Holstein-Sonderburg (1545–1622) ⚭ 1568 Elisabeth van Brunswijk-Grubenhagen (1550–1586) | Joost van Limburg-Stirum (1560–1621) ⚭ 1591 Maria van Holstein-Schauenburg-Pinneberg (1559–1616)          | Arnold II van Bentheim-Tecklenburg (1554–1606) ⚭ 1573 Magdalena van Nieuwenaar-Alpen (1553–1627)          | George ‘de Oude’ van Nassau-Dillenburg (1562–1623) ⚭ 1584 Anna Amalia van Nassau-Saarbrücken (1565–1605)  | Lodewijk I van Sayn-Wittgenstein (1532–1605) ⚭ 1567 Elisabeth van Solms-Laubach (1549–1599)               | Wilhelm Eppelmann (ca. 1564–1592) ⚭ 1576 Anna Lange (?–1636)                                              | Johann Wilhelm von Efferen genannt Hall (?–?) ⚭ ? Margarethe von der Baalen genannt Bleck (?–?)           |
| Overgrootouders                                        | Johan VII ‘de Middelste’ van Nassau-Siegen (1561–1623) ⚭ 1603 Margaretha van Sleeswijk-Holstein-Sonderburg (1583–1658) | Johan VII ‘de Middelste’ van Nassau-Siegen (1561–1623) ⚭ 1603 Margaretha van Sleeswijk-Holstein-Sonderburg (1583–1658)  | George Ernst van Limburg-Stirum (1593–1661) ⚭ 1631 Magdalena van Bentheim-Tecklenburg (1591–1649)         | George Ernst van Limburg-Stirum (1593–1661) ⚭ 1631 Magdalena van Bentheim-Tecklenburg (1591–1649)         | Lodewijk Hendrik van Nassau-Dillenburg (1594–1662) ⚭ 1615 Catharina van Sayn-Wittgenstein (1588–1651)     | Lodewijk Hendrik van Nassau-Dillenburg (1594–1662) ⚭ 1615 Catharina van Sayn-Wittgenstein (1588–1651)     | Peter Melander (1589–1648) ⚭ 1638 Agnes von Efferen genannt Hall (?–1656)                                 | Peter Melander (1589–1648) ⚭ 1638 Agnes von Efferen genannt Hall (?–1656)                                 |
| Grootouders                                            | Hendrik van Nassau-Siegen (1611–1652) ⚭ 1646 Maria Magdalena van Limburg-Stirum (1632–1707)                            | Hendrik van Nassau-Siegen (1611–1652) ⚭ 1646 Maria Magdalena van Limburg-Stirum (1632–1707)                             | Hendrik van Nassau-Siegen (1611–1652) ⚭ 1646 Maria Magdalena van Limburg-Stirum (1632–1707)               | Hendrik van Nassau-Siegen (1611–1652) ⚭ 1646 Maria Magdalena van Limburg-Stirum (1632–1707)               | Adolf van Nassau-Schaumburg (1629–1676) ⚭ 1653 Elisabeth Charlotte Melander (1640–1707)                   | Adolf van Nassau-Schaumburg (1629–1676) ⚭ 1653 Elisabeth Charlotte Melander (1640–1707)                   | Adolf van Nassau-Schaumburg (1629–1676) ⚭ 1653 Elisabeth Charlotte Melander (1640–1707)                   | Adolf van Nassau-Schaumburg (1629–1676) ⚭ 1653 Elisabeth Charlotte Melander (1640–1707)                   |
| Ouders                                                 | Willem Maurits van Nassau-Siegen (1649–1691) ⚭ 1678 Ernestine Charlotte van Nassau-Schaumburg (1662–1732)              | Willem Maurits van Nassau-Siegen (1649–1691) ⚭ 1678 Ernestine Charlotte van Nassau-Schaumburg (1662–1732)               | Willem Maurits van Nassau-Siegen (1649–1691) ⚭ 1678 Ernestine Charlotte van Nassau-Schaumburg (1662–1732) | Willem Maurits van Nassau-Siegen (1649–1691) ⚭ 1678 Ernestine Charlotte van Nassau-Schaumburg (1662–1732) | Willem Maurits van Nassau-Siegen (1649–1691) ⚭ 1678 Ernestine Charlotte van Nassau-Schaumburg (1662–1732) | Willem Maurits van Nassau-Siegen (1649–1691) ⚭ 1678 Ernestine Charlotte van Nassau-Schaumburg (1662–1732) | Willem Maurits van Nassau-Siegen (1649–1691) ⚭ 1678 Ernestine Charlotte van Nassau-Schaumburg (1662–1732) | Willem Maurits van Nassau-Siegen (1649–1691) ⚭ 1678 Ernestine Charlotte van Nassau-Schaumburg (1662–1732) |